# Rio das Antas (vattendrag i Brasilien, Rio Grande do Sul, lat -28,82, long -50,60)
Rio das Antas är ett vattendrag i Brasilien.   Det ligger i delstaten Rio Grande do Sul, i den södra delen av landet, 1 500 km söder om huvudstaden Brasília.